# Ixodes conepati

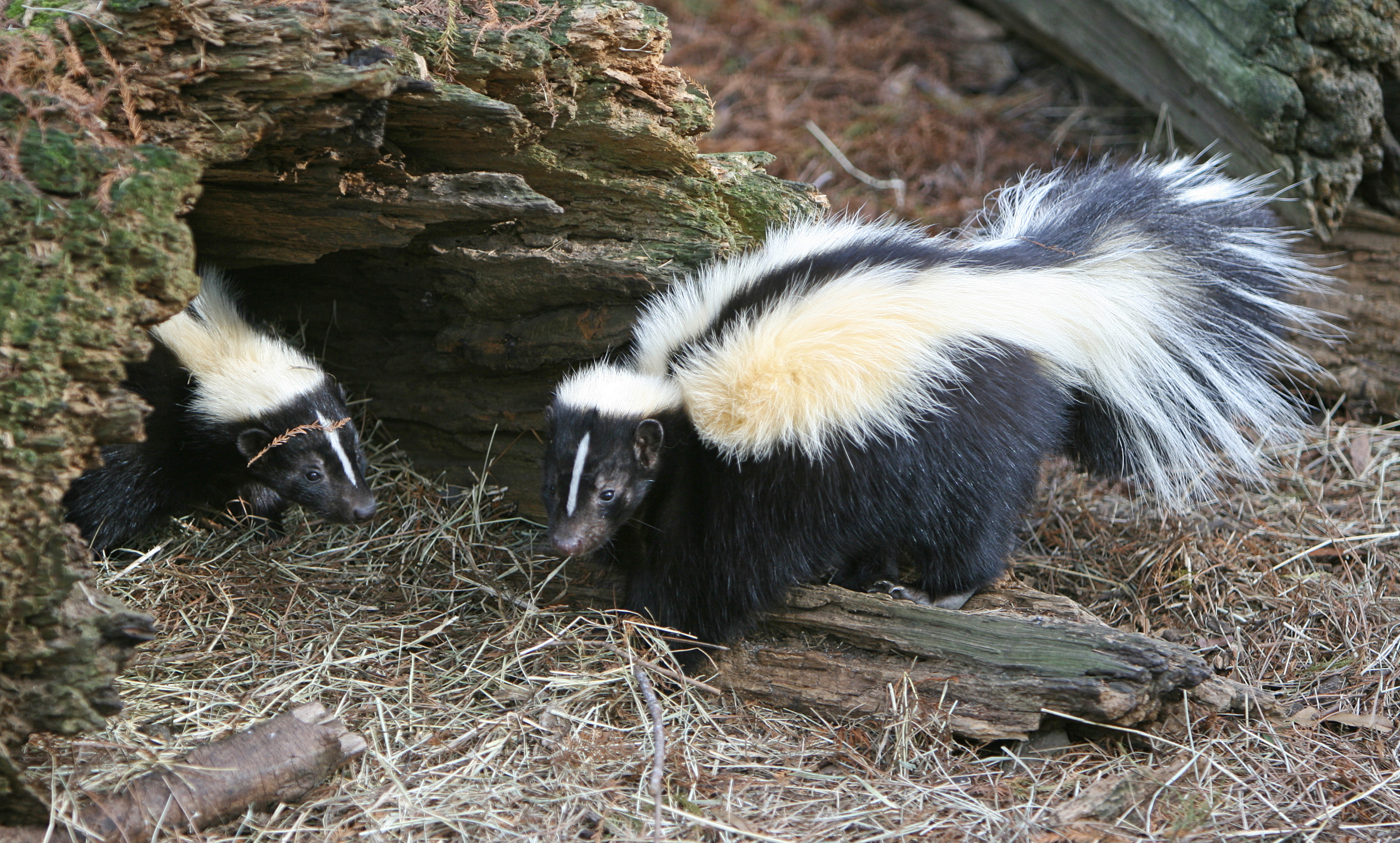
Основной вид-хозяин: полосатый скунс (Mephitis mephitis), на котором паразитируют клещи Ixodes conepati.

Ixodes conepati  (лат.) — вид клещей рода Ixodes из семейства Ixodidae. Северная Америка. Паразитируют на млекопитающих: среди хозяев полосатый скунс (Mephitis mephitis) и свиноносые скунсы Conepatus (Скунсовые) и другие. Вид был впервые описан в 1943 году американским паразитологом Гленом Милтоном Колсом (Glen Milton Kohls, 1905-1986) с соавторами.

## Распространение
Северная Америка: США, в штатах Техас и Нью-Мексико; в пещерах.